# Brunnenkapelle (Kloster Steingaden)

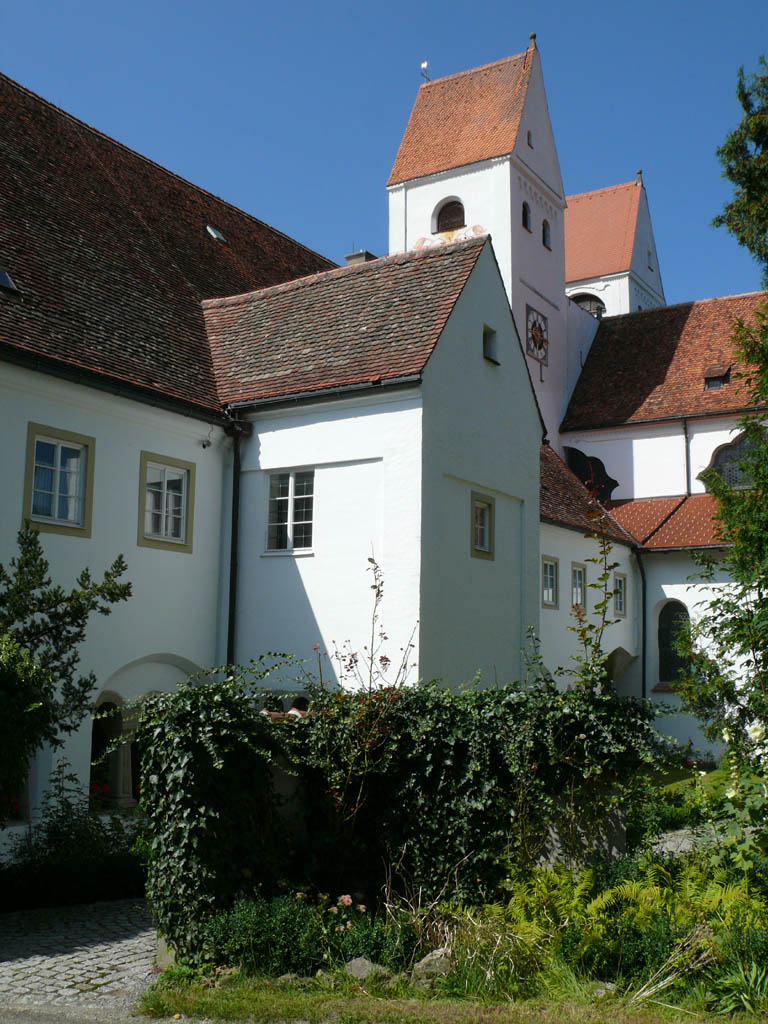
Außenansicht der Brunnenkapelle

Die Brunnenkapelle St. Silvester im Erdgeschoss des Westflügels des Klosters Steingaden in Steingaden, einer Gemeinde im oberbayerischen Landkreis Weilheim-Schongau, wurde im frühen 13. Jahrhundert errichtet. Die Kapelle ist ein geschütztes Baudenkmal.
Die romanische Kapelle, die über den erhaltenen westlichen Teil des Kreuzgangs zugänglich ist, wurde im 15. Jahrhundert mit einem Gewölbe und gotischen Fresken versehen.

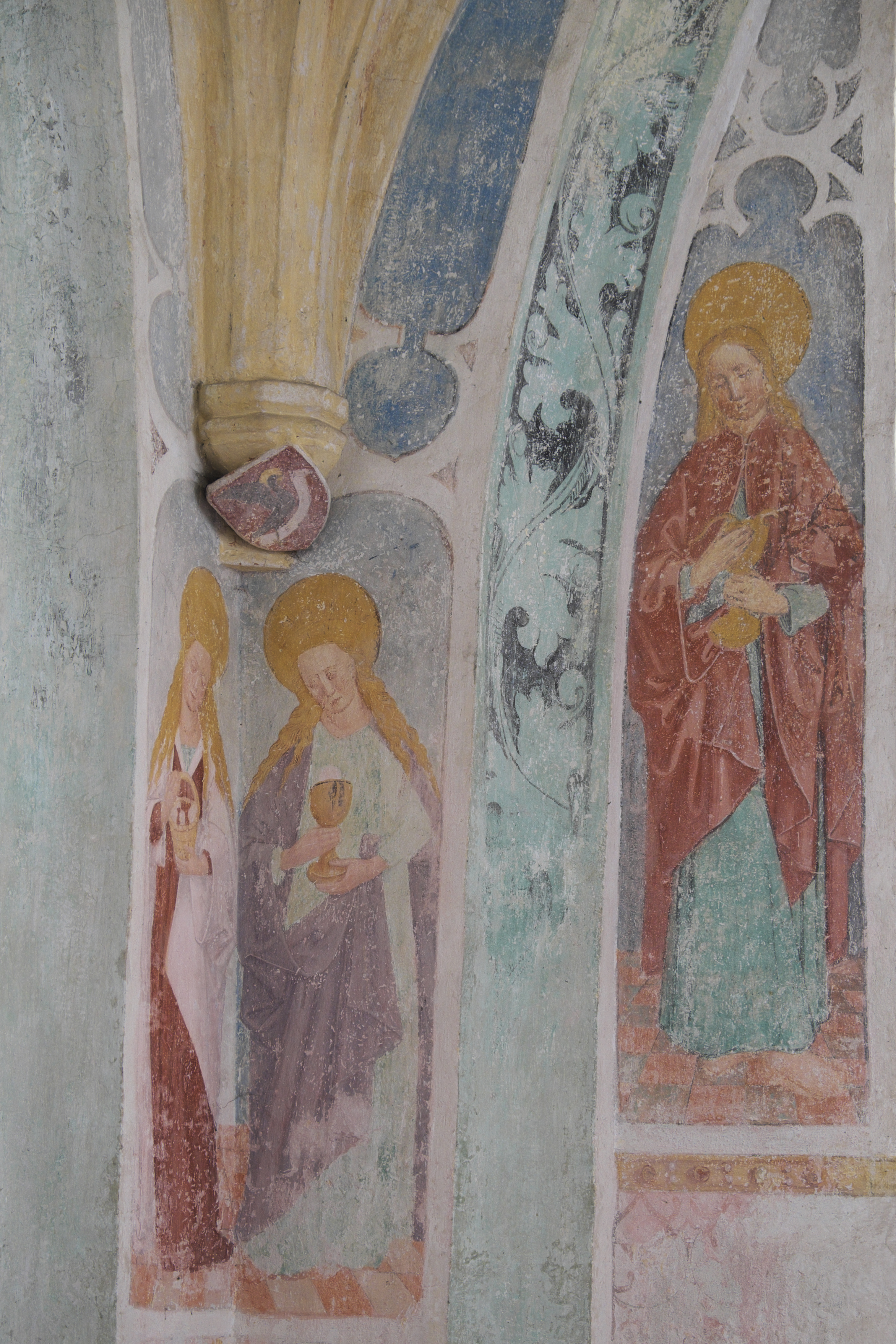
Heilige
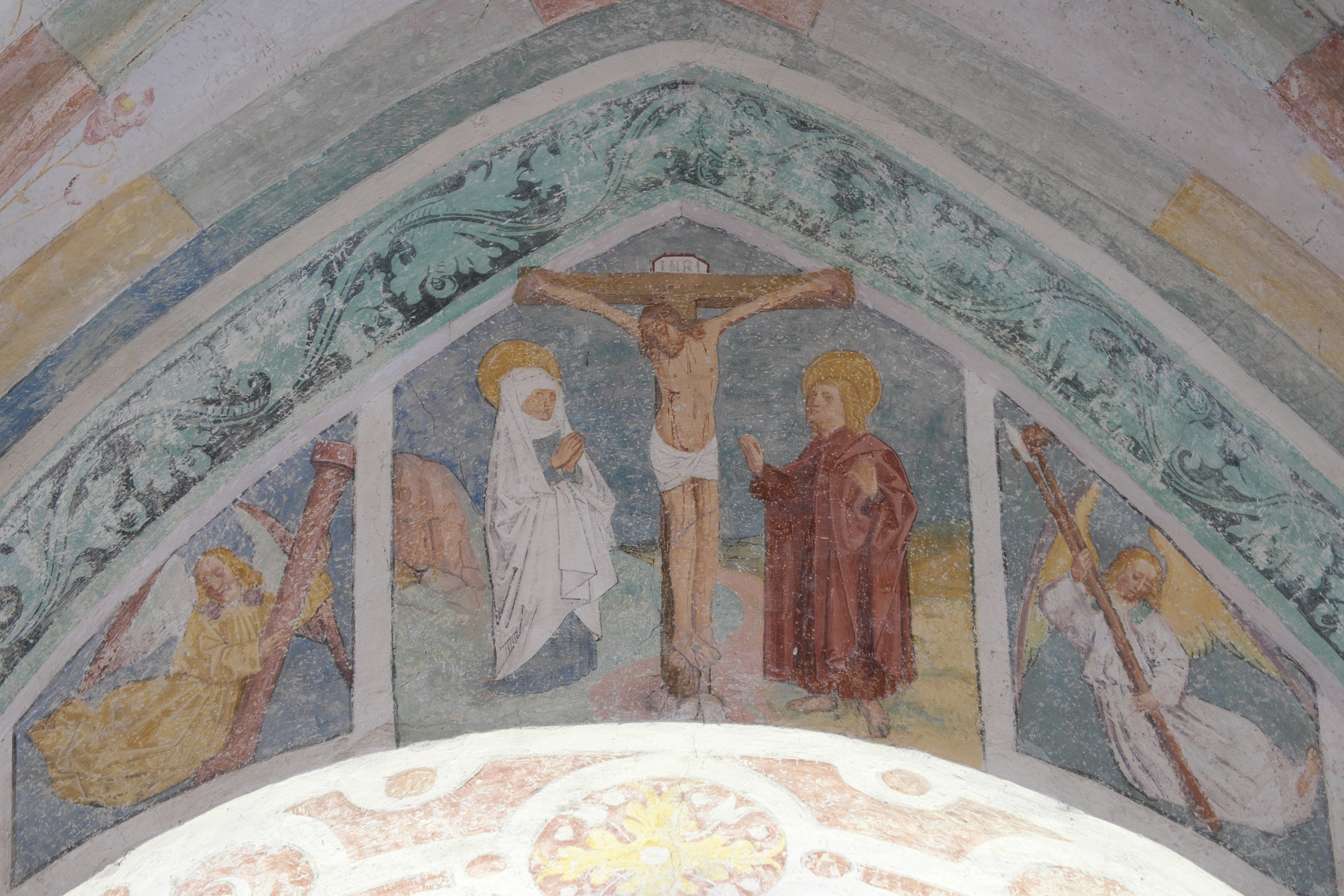
Kreuzigungsgruppe
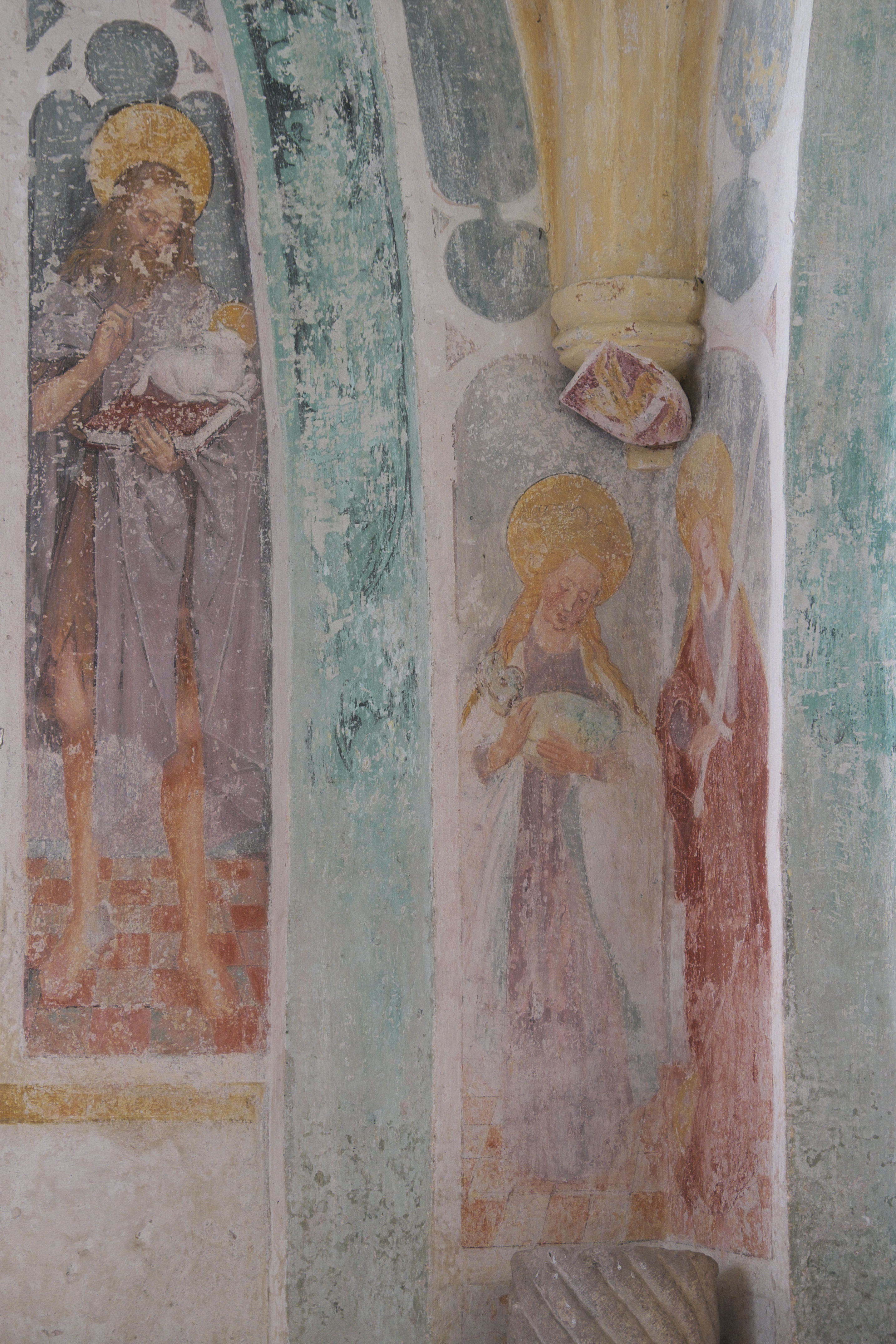
Johannes der Täufer und Heilige